# Fourth Division
La Fourth Division è stata dal 1959 al 2004 la quarta serie calcistica dell'Inghilterra, l'ultima del sistema professionistico.

## Storia
Il campionato venne istituito nel 1958, quando si decise di unificare i due gironi geografici della Third Division, formando un unico campionato di terza divisione e mantenendo all'interno della Football League le escluse, che andarono a creare il nuovo torneo di quarta serie.
I club fondatori della Fourth Division furono: 
- provenienti dalla Third Division North: Barrow, Bradford Park Avenue, Carlisle United, Chester City, Crewe Alexandra, Darlington, Gateshead, Hartlepool United, Oldham Athletic, Southport, Workington, York City.
- provenienti dalla Third Division South: Aldershot, Coventry City, Crystal Palace, Exeter City, Gillingham, Millwall, Northampton Town, Port Vale, Shrewsbury Town, Torquay United, Walsall, Watford.

Fino al 1985-1986 le prime quattro classificate venivano promosse nella serie superiore, mentre le ultime quattro erano sottoposte ad un processo di elezione, che consisteva in una votazione di tutte le società aderenti alla Football League, attraverso il quale si autorizzava l'ammissione al campionato. A partire dalla stagione successiva, si decise di introdurre i play-off per la quarta promozione e la retrocessione diretta dell'ultima classificata in Conference League. Dal 2002-03 la zona retrocessione fu estesa anche alla penultima classificata.
Dopo la creazione nel 1992 della Premier League, il torneo prese il nome di Third Division e dodici anni dopo assunse la denominazione di Football League Two.
Fra i club di maggior prestigio ad aver militato nella categoria figurano i nomi di:
- Huddersfield Town, prima società inglese ad imporsi per tre volte consecutive in First Division. Relegato in quarta divisione nel 1975-76, ottenne dopo cinque anni la sua prima vittoria.
- Preston North End, vincitore delle prime due edizioni del campionato inglese, retrocesso in quarta divisione in due circostanze, nel 1985-1986 e nel 1993-94. Riuscì a conquistare il titolo di campione di lega nel 1995-96;
- Burnley, due titoli nazionali in bacheca, sceso anch'esso per la prima volta in quarta divisione nel 1985-1986 ed arrivato ad un passo dal finire in Conference League due anni dopo. Vinse l'ultimo campionato con il nome di Fourth Division nel 1991-1992;
- Wolverhampton Wanderers, tre volte campione d'Inghilterra. Nel 1987-1988 scrisse il suo nome nell'albo d'oro della competizione, diventando così la prima squadra ad aver vinto tutti e quattro i campionati della Football League.